# Osterried (Schutzgebiet)
Das Osterried ist ein durch Verordnung vom 15. September 1996 durch das Regierungspräsidium Tübingen ausgewiesenes Natur- und Landschaftsschutzgebiet im Landkreis Biberach.

## Lage
Die Schutzgebiete liegt südwestlich des Laupheimer Stadtteils Baustetten und nördlich des Mietinger Ortsteils Baltringen rechts der Dürnach. Das Landschaftsschutzgebiet umschließt das Naturschutzgebiet nahezu vollständig als schmaler, 30 bis 250 m breiter Gürtel. Die Gebiete gehört zum Naturraum Hügelland der unteren Riß.

## Schutzzweck
Der Schutzzweck ist laut Verordnung „die Sicherung, Pflege und Förderung einer außerordentlich vielfältigen Riedlandschaft mit Quellbereichen, Schilfgebieten und einem unmittelbar benachbarten Trockenhang, die einer Vielzahl äußerst seltener und zum Teil vom Aussterben bedrohter Tier- und Pflanzenarten als Lebensraum dient. Dessen regionale, überregionale und internationale Funktion als Brut‑ und Rastplatz für zahlreiche Zugvogelarten in einer Vogelzugstraße gilt es zu bewahren.“
Der Schutzzweck des Landschaftsschutzgebiets ist „die Erhaltung und die Entwicklung der für das Naturschutzgebiet notwendigen Ergänzungsräume und Pufferzonen entlang der Dürnach und gegenüber der umgebenden Agrarlandschaft sowie des im Osten des Schutzgebietes gelegenen Hangbereiches als Zeugnis der Landschaftsentwicklung, wobei auf land- und forstwirtschaftlich genutzten Flächen durch Extensivierung und Pflegemaßnahmen alte Formen der Landnutzung, insbesondere Streu- und Riedwiesen sowie die ursprünglich natürliche Riedwaldgesellschaft, gepflegt und wiederbegründet werden sollen.“

## Landschaftscharakter
Das Gebiet ist im Nordwestteil größtenteils locker bewaldet, im Süden und Osten kommen noch größere offene, mit Feuchtgebüschen durchsetzte Streuwiesen- und Niedermoorbereiche vor.

## Flora und Fauna
Unter den insgesamt 242 im Gebiet nachgewiesenen Gefäßpflanzen befinden sich zahlreiche seltene und gefährdete Arten, darunter auch die Färberscharte, der Hain-Ampfer und die Sumpf-Schafgarbe. Des Weiteren kommen Fleischfarbenes Knabenkraut, Breitblättriges Knabenkraut, Traunsteiners Knabenkraut, Prachtnelke, Langblättriger Sonnentau, Rundblättriger Sonnentau, Lungenenzian, Frühlingsenzian, Deutscher Enzian (mitsamt der äußerst seltenen Moorform), Gewöhnliche Siegwurz, Mücken-Händelwurz, Glanzstendel, Großes Zweiblatt, Fieberklee, Kleines Knabenkraut, Sumpfläusekraut, Waldläusekraut, Gemeines Fettkraut, Weiße Waldhyazinthe, Mehlprimel, Trollblume, Kleiner Wasserschlauch und Gewöhnlicher Wasserschlauch im Gebiet vor.
Insgesamt wurden 171 Vogelarten im Gebiet nachgewiesen, unter anderem brüten hier Bekassine, Wasserralle, Wachtel, Uferschwalbe, Neuntöter, Braunkehlchen, Sperber, Rebhuhn, Flussregenpfeifer, Teichrohrsänger, Schafstelze, Weidenmeise, Dorngrasmücke und Pirol.
Unter den Schmetterlingen sind der Kleine Moorbläuling, der Randring-Perlmuttfalter, der Blauäugige Waldportier, der Habichtskrautspinner und die Schmalflügelige Schilfrohreule, der Schwalbenschwanz, das Wald-Wiesenvögelchen, der Große Schillerfalter, das Violettgraue Graueulchen, das Steinklee-Widderchen, der Birken-Gabelschwanz, der Mönch-Zahnspinner, der Birkenspinner, die Rotgelbe Wieseneule, der Weidenkarmin, der Weißgerippte Haarbuschspanner und der Weißgebänderte Lappenspanner zu nennen.

## Zusammenhängende Schutzgebiete
Das Gebiet ist Teil des FFH-Gebiets Rot, Bellamonter Rottum und Dürnach.